# Hanna Hall
Hanna Rose Hall (Denver, 9 juli 1984) is een Amerikaans actrice en voormalig kindster. Voor haar eerste filmrol, in Forrest Gump (1994), won ze de Young Artist Award in de categorie 'beste actrice van 10 jaar of jonger'. Op de aftiteling van films waarin ze speelt, staat haar naam ook regelmatig vermeld als Hanna R. Hall.
Hall wordt vertegenwoordigd door agente Nina Axelrod, die zelf als actrice met name in de jaren 80 in verschillende films en series speelde. Ze acteert sinds haar achtste.

## Filmografie
*Exclusief televisiefilms, tenzij aangegeven
- Visible Scars (2012)
- Scalene (2011)
- Radio Free Albemuth (2010)
- Happiness Runs (2010)
- A Numbers Game (2010)
- American Cowslip (2009)
- Text (2008)
- Neal Cassady (2007)
- Halloween (2007)
- The Virgin Suicides (1999)
- Her Desperate Choice (1996, televisiefilm)
- Goldilocks and the Three Bears (1995)
- Forrest Gump (1994) (debuutfilm)

- Gemeinsame Normdatei: 1016867751
- International Standard Name Identifier: 0000 0004 4884 8887
- Library of Congress Control Number: no2017081139
- Virtual International Authority File: 203818116
- WorldCat: E39PBJfMgQxrgxGffPjkdThPwC